# トリポリタニア

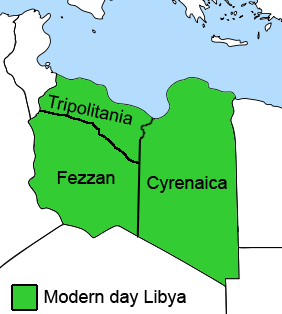
トリポリタニアの位置

トリポリタニア（Tripolitania、アラビア語ではタラーブルス）は、キレナイカ、フェザーンと並ぶリビアの歴史的な3地域のひとつ。首都トリポリを含む地域で、3地域中最も人口が多く経済力が強い。
トリポリタニアの大部分は砂漠であるが、北部の海岸沿いの一部は地中海性気候であり、冬季の降雨を利用してオリーブ、オレンジ、レモンなどの農耕が盛んである。

## 歴史
紀元前7世紀ごろ、トリポリ、レプティス・マグナ、サブラタの3都市がフェニキア人によって建設され、フェニキア本国が征服されるとカルタゴの支配下に入った。ポエニ戦争によってカルタゴが滅ぶとローマ帝国の支配下に入り、属州アフリカの1地域となった。当時トリポリタニアはローマ有数の穀倉地帯であり、サハラ交易の拠点となったこともあいまってこの地域は繁栄した。レプティス・マグナからは2世紀末、セプティミウス・セヴェルスが出てローマの帝位についている。
その後、ローマの衰退によりヴァンダル王国やビザンツ帝国の支配下に入ったあと、643年にイスラム帝国のウマル・イブン＝ハッターブの侵攻によりイスラム化し、16世紀にはオスマン帝国の支配下に入った。1711年、トルコの軍人が土着し、半独立のカラマンリー朝が成立。トリポリタニアはその中心となったものの、1835年にオスマン帝国に再征服された。1911年の伊土戦争によってイタリア領リビアとなり、1951年に旧イタリア領リビアだった3地域（トリポリタニア、キレナイカ首長国、フェザーン）が連合してリビア連合王国が成立すると、その領土となった。

オスマン帝国期 (1864年–1911年)のトリポリタニアの旗

1918年から1923年まで存在したトリポリタニア共和国の国旗